# クルト・フォン・ヘス
クルト・フォン・ヘス（Kurt Von Hess、本名：William Earl Terry、1942年4月10日 - 1999年3月13日）は、カナダのプロレスラー。オンタリオ州ハミルトン出身。
全盛時はナチ・ギミックのドイツ系ヒールとなって、カナダを主戦場に活躍。日本でも昭和期の各団体に参戦し、主にタッグマッチで実績を残した。

## 来歴
1966年、WWWFのピッツバーグにおけるTVマッチのジョブ・ボーイとしてデビュー。地元オンタリオのトロントを本拠とするメープル・リーフ・レスリングでは、ビッグ・ビル・テリー（Big Bill Terry）をリングネームに、ホイッパー・ビリー・ワトソン、ブルドッグ・ブラワー、スウィート・ダディ・シキらと対戦してキャリアを積んだ。
1970年、NWFにてナチス・ドイツ・ギミックのクルト・フォン・ヘス（Kurt Von Hess）に変身。ヘイスタック・カルホーン、マイティ・イゴール、ドミニク・デヌーチなどと対戦し、このギミックの先達であるハンス・シュミットともタッグを組んだ。1971年よりカルガリーのスタンピード・レスリングに参戦し、12月3日に同地区のフラッグシップ・タイトルである北米ヘビー級王座を獲得、翌1972年2月にキラー・トーア・カマタに敗れるまで保持した。
1972年より、モントリオールにて同じギミックのカール・フォン・ショッツとタッグチームを結成。ザ・シークが牛耳っていたアメリカのNWAデトロイト地区にも進出して、同年12月9日にガイ・ミッチェル&ベン・ジャスティスからデトロイト版のNWA世界タッグ王座を奪取。以降1974年にかけて、フレッド・カリー&トニー・マリノを抗争相手に、ショッツとのコンビで同王座を再三獲得した。1974年5月には新日本プロレスに揃って初来日している（後述）。ヘスとショッツのタッグチームは、日本では「戦犯コンビ」と呼ばれた。
コンビ解散後、ヘスはビッグ・ジョン・クイン、ショッツはリングネームを本名のジョン・アンソンに戻してドン・レオ・ジョナサンを新パートナーに、1976年にバンクーバー地区でカナディアン・タッグ王座を争っている。以降はシングル・プレイヤーとなって各地を転戦し、アラバマ地区では1977年にガルフ・コースト・ヘビー級王座を2回獲得。ミッドサウスのトライステート地区では、1978年に当時のドイツ系ヒールの新鋭ジークフリード・スタインク（ウィリアム・レーマン）と組み、レイ・キャンディ&スティーブン・リトルベアからルイジアナ・タッグ王座を奪取した。
1979年11月から1980年3月にかけては、テネシー州メンフィスのCWAにおいて覆面レスラーのアサシン2号（Assassin #2）に変身。1号のランディ・コリーとの覆面タッグチーム「ジ・アサシンズ（The Assassins）」として、スティーブ・リーガル&ヘクター・ゲレロ、リッキー・ギブソン&ロバート・ギブソン、ビル・ロビンソン&ケン・ルーカスなどのチームとAWA南部タッグ王座を争った。
キャリア晩年は古巣のトロント地区（メープル・リーフ・レスリング）に定着し、同地区と提携する各メジャー団体にもベテランのジョバーとして出場。1983年12月6日にはWWFでレネ・グレイと組み、当時のWWFタッグ王者チームのロッキー・ジョンソン&トニー・アトラスと対戦。1984年8月13日にはNWAミッドアトランティック地区（ジム・クロケット・プロモーションズ）にてNWA世界ヘビー級王者のリック・フレアーと対戦するなど、チャンピオン・クラスの大物選手のジョバーを務めた。本拠地のトロントでは1984年1月8日にバズ・ソイヤーの代打として、ロディ・パイパーとドッグ・カラー・マッチを行っている。
1986年に腎臓病を患い現役を引退。6年以上に及ぶ人工透析を受け、1996年に臓器移植を行ったものの、1999年3月13日、心臓発作により故郷のハミルトンにて死去。56歳没。

### 日本での活躍
初来日は1974年5月、カール・フォン・ショッツと共に「NWA北米タッグ王者チーム」として新日本プロレスに参戦している（初代王者チームのパット・パターソン&ジョニー・パワーズを破り、戴冠したとされる。当初はNWFの世界タッグ王者チームとして来日する予定だった）。6月7日の札幌大会でアントニオ猪木と坂口征二の黄金コンビの挑戦を退けタイトルをアメリカに持ち帰るも、8月16日にロサンゼルスにて猪木&坂口に敗れて王座から陥落。以降、北米タッグ王座は新日本プロレスに定着した。
1977年2月の再来日では、国際プロレスの『第6回IWAワールド・シリーズ』に参戦。同シリーズではシングルのリーグ戦と並行してIWA世界タッグ王座を賭けたタッグ・トーナメントが行われ、ヘスはバンクーバーでもタッグを組んでいたビッグ・ジョン・クインとのコンビで出場。3月25日の横浜大会でアニマル浜口&寺西勇を破って優勝しタイトルを獲得したが、翌26日の東京・蔵前国技館でのシリーズ最終戦でグレート草津&浜口に敗れ、1日天下に終わった。なお、シリーズ中の3月14日には岡山武道館において、ラッシャー木村のIWA世界ヘビー級王座に非公式で挑戦している。国際プロレスには翌1978年にも参戦し、5月2日の三島大会にて、マスクド・インターン（トム・アンドリュース）と組んで草津&浜口のIWA世界タッグ王座に挑戦した。
1979年1月には新日本プロレスに再登場。シリーズの外国人エース格だったボブ・ループのパートナーとなり、2月2日に札幌中島スポーツセンターにて坂口&ストロング小林の北米タッグ王座に挑むも、タイトル奪回は果たせなかった。
1980年8月には全日本プロレスに初参戦。シリーズ中に行われた『PWF杯争奪タッグ・トーナメント』にカール・フォン・スタイガーと組んで出場、1回戦でマスカラス・ブラザーズ（ミル・マスカラス&ドス・カラス）に敗退している。スタイガーとのコンビでは、シリーズ最終戦である9月17日の館山大会にて、グレート小鹿&大熊元司の極道コンビが保持していたアジアタッグ王座にも挑戦した。全日本には1982年5月にも来日して、前年のレスリング・ウォーにより新日本から移籍してきたタイガー・ジェット・シンやスタン・ハンセンのパートナーを務めたが、体力的な衰えは隠せず、これが最後の来日となった。

## 得意技
- ブレーン・クロー
- ニー・ドロップ
- ネックブリーカー

## 獲得タイトル
スタンピード・レスリング
- スタンピード北米ヘビー級王座：1回[6]

インターナショナル・レスリング
- インターナショナル・タッグ王座（モントリオール版）：1回（w / カール・フォン・ショッツ）[28]

ナショナル・レスリング・フェデレーション
- NWF世界タッグ王座：2回（w / エリック・ザ・レッド、カール・フォン・ショッツ）[29]

NWAビッグタイム・レスリング
- NWA世界タッグ王座（デトロイト版）：5回（w / カール・フォン・ショッツ×4、クルト・フォン・ブラウナー）[7]

NWAハリウッド・レスリング / 新日本プロレス
- NWA北米タッグ王座（ロサンゼルス版）：1回（w / カール・フォン・ショッツ）[18]

NWAオールスター・レスリング
- NWAカナディアン・タッグ王座（バンクーバー版）：1回（w / ビッグ・ジョン・クイン）[8]

国際プロレス
- IWA世界タッグ王座：1回（w / ビッグ・ジョン・クイン）[20]

ガルフ・コースト・チャンピオンシップ・レスリング
- NWAガルフ・コースト・ヘビー級王座：2回[9]

NWAトライステート
- NWAルイジアナ・タッグ王座：1回（w / ジークフリード・スタインク）[10]

コンチネンタル・レスリング・アソシエーション
- AWA南部タッグ王座：3回（w / ランディ・コリー）[30]